# Сілезькі повстання

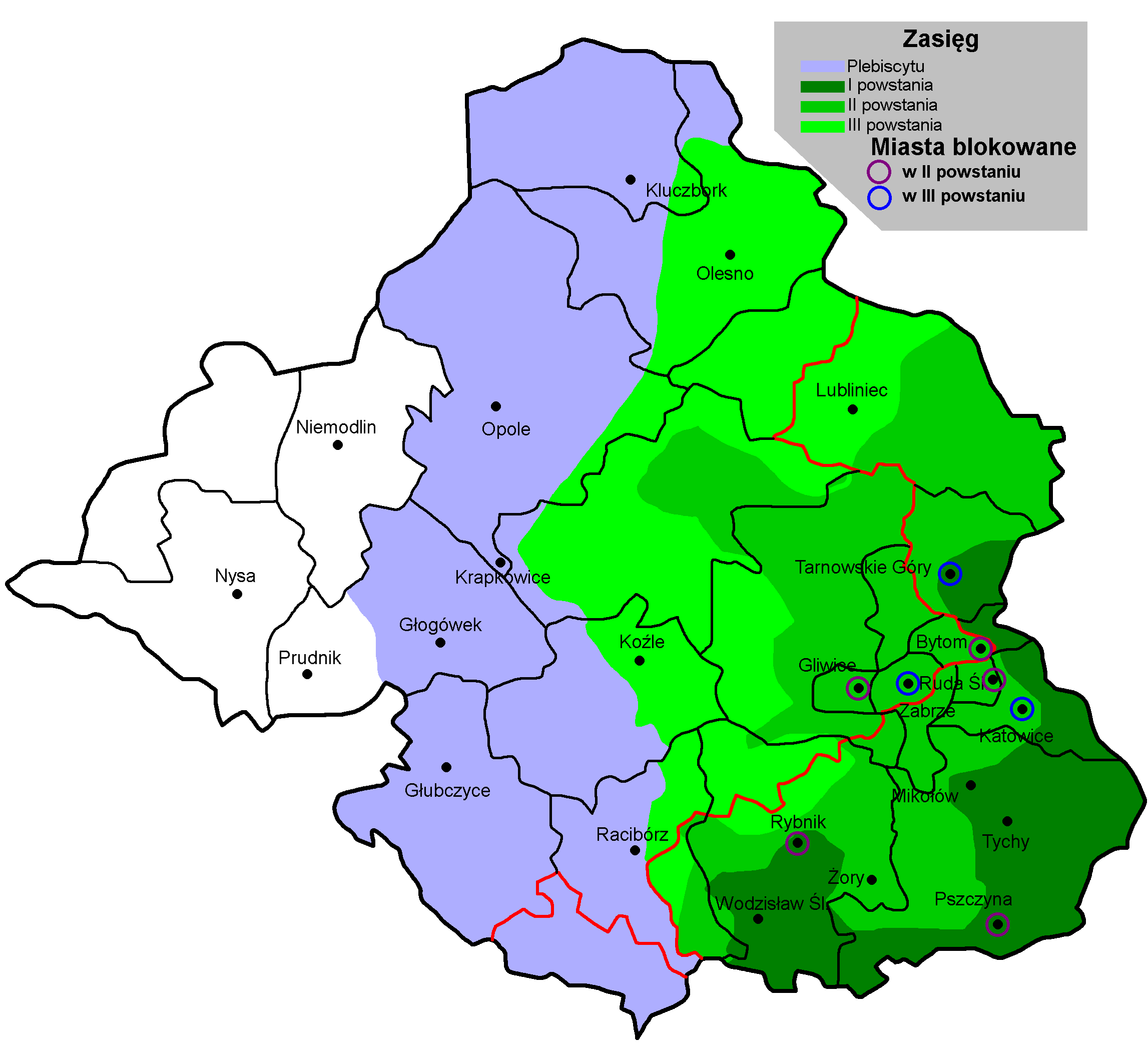
Карта Сілезьких повстань

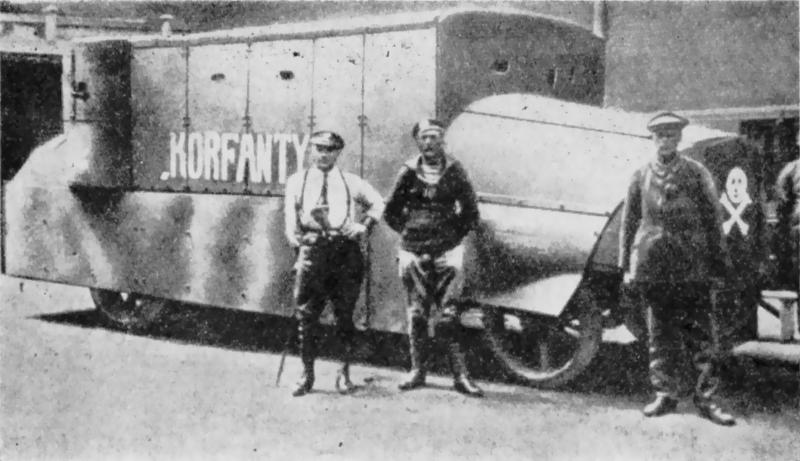
Польський броньовик «Корфанти» у 1920 році, виготовлений польськими бійцями в ливарні Woźniak. Був одним із двох створених, другий мав назву Walerus—Woźniak.

Сіле́зькі повста́ння (нім. Aufstände in Oberschlesien, пол. Powstania śląskie) — три послідовні збройні повстання поляків і польських сілезців Верхньої Сілезії в 1919–1921 роках проти панування Німецької Держави. Повстанці мали на меті відірвати край від Німеччини та приєднати його до Польської Республіки, створеної в результаті Першої світової війни. У новітній історії Польщі після Другої світової війни ці повстання відзначалися як центральні елементи національної гордості.

## Історичне тло
У часи Середньовіччя велика частина Сілезії належала Польській короні, але в XIV столітті перейшла до королів Богемії, а згодом — до Габсбурзької монархії. 1740 року у Війні за австрійську спадщину володар Пруссії Фрідріх Великий захопив Сілезію у австрійської правительки Марії Терезії, після чого та стала частиною Пруссії, а в 1871 році — Німецької імперії. Відтак провінція стала переважно німецькомовною, хоча у Верхній Сілезії залишалася велика польська меншина. Під владою імперської Німеччини ці етнічні поляки зіткнулися з расизмом і дискримінацією

## Корисні копалини
Верхня Сілезія була скарбницею мінеральних ресурсів, там зосереджувалася важка промисловість із шахтами, металургійними і сталеливарними заводами. Сілезькі копальні давали Німеччині майже чверть річного видобутку вугілля, 81 відсоток її цинку і 34 відсотки її свинцю.
Після Першої світової війни, в ході переговорів щодо Версальського договору, німецький уряд стверджував, що без Верхньої Сілезії він би був не в змозі виконати свої зобов'язання з відшкодування збитку союзникам.

## Демографічна ситуація на початку ХХ століття
Область у Верхній Сілезії на схід від Одеру населяли переважно етнічні поляки, більшість із яких представляли робітничий клас. Більшість говорила на діалекті польської, але багато хто почував себе самостійною слов'янською групою під назвою «сілезці». Зате більшість місцевих середніх і вищих прошарків населення: землевласники, підприємці, фабриканти, працівники місцевого самоврядування, співробітники поліції та католицьке духовенство — були етнічними німцями. До того ж був поділ за релігійною ознакою. Німецькі сілезці були майже всі протестантами, тоді як польські сілезці незмінно були римокатоликами.
Під час німецького перепису 1900 року 65% населення східної частини Сілезії було записано як польськомовне, в 1910 році ця частка знизилася до 57%. Частково це було результатом примусової германізації, але також і через створення категорії «двомовні», що скоротило кількість польськомовних. Німецький вчений Пауль Вебер накреслив мовну карту, яка показувала, що в 1910 році у більшості районів Верхньої Сілезії на схід від Одеру польськомовні сілезці становили більшість, утворюючи там більше ніж 70% населення.

## Версальський плебісцит

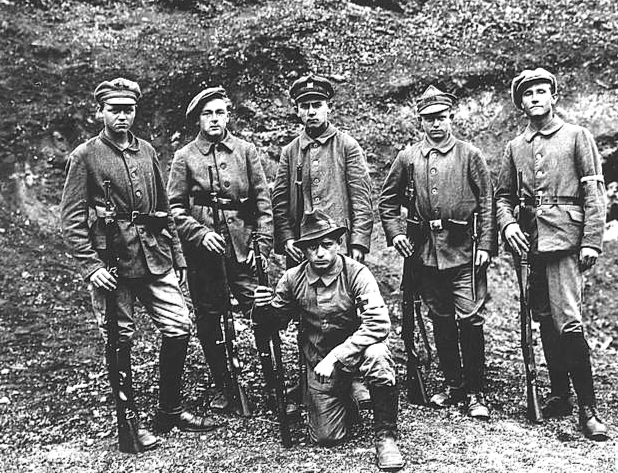
Сілезькі повстанці

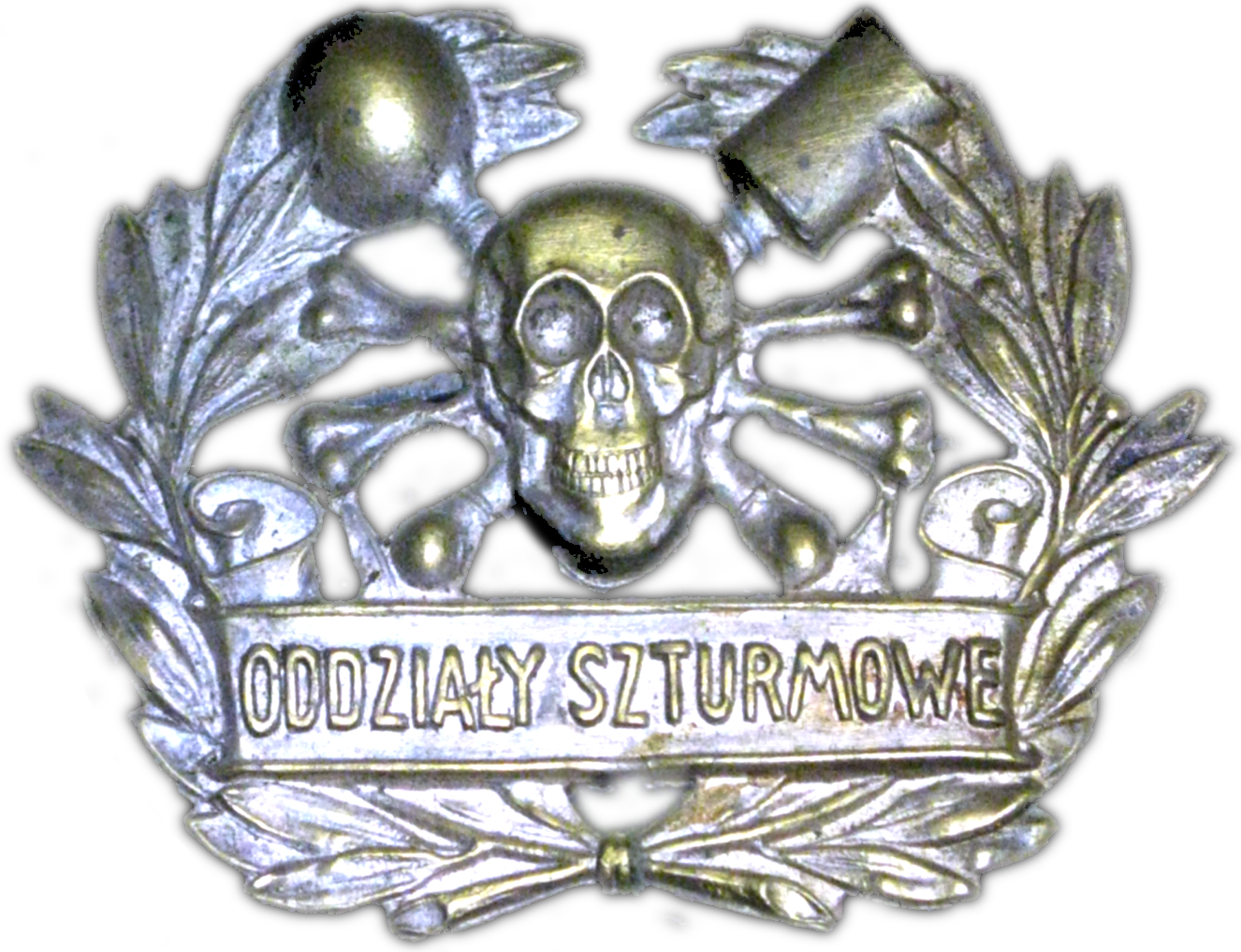
Кокарда польського штурмового загону під час сілезьких повстань

Версальський договір обумовив плебісцит у Верхній Сілезії, щоб визначити, чи цій території входити до складу Німецької Держави, чи Польської республіки. Плебісцит повинен був відбутися протягом двох років дії цього договору (підписаного в 1919 році) у всій Верхній Сілезії, хоча польський уряд лише прохав його провести у районах на схід від Одеру, які налічували чимало носіїв польської мови. Таким чином, плебісцит відбувся у всій Верхній Сілезії, включаючи переважно польськомовні місцевості на схід і переважно німецькомовні райони на захід від річки. Верхньосілезький плебісцит мав бути проведений 20 березня 1921. Між тим, німецька адміністрація і поліція залишалися на місцях.
Тим часом, пропаганда і тактика сильної руки по обидві сторони призвели до зростання заворушень. Німецька влада попередила, що ті, хто голосуватиме за Польську республіку, можуть позбутися своїх робочих місць і пенсій. Пропольські активісти стверджували, що під владою Польщі сілезькі поляки більше не будуть піддаватися дискримінації. Польща також обіцяла шанувати їхні соціальні пільги від Німецької Держави, такі як пенсії за віком. Тим не менш, багато ветеранів німецької армії вступили у «фрайкор» (вільний корпус) — напіввійськову організацію, чиї війська тероризували пропольських діячів. Щоб заручитися підтримкою своєї справи, прибічники Польщі задіяли Польську військову організацію — таємну військову організацію і попередника польських спецслужб.
Врешті-решт, ситуація, що погіршувалася, обернулася двома верхньосілезькими повстаннями: 1919 і 1920 років.
Право голосу надавалося всім у віці 20 років і старше, які або народилися, або жили в районі проведення плебісциту. Результатом була масова міграція як німців, так і поляків. Німецькі новосельці становили 179 910 осіб, польські новоприбульці налічували понад 10 000. Без цих «нових виборців», Прихильники Німецької Держави мали би перевагу у 58336 голосів замість остаточних 228246. Плебісцит відбувся в умовлений день — 20 березня, через два дні після підписання Ризького договору, яким закінчилася Польсько-радянська війна 1919–1920 років. Всього 707 605 голосів було віддано за Німеччину і 479 359 за Польщу.
Третє Сілезьке повстання спалахнуло в 1921 році. Залагодити цей спір попросили Лігу Націй, перш ніж це призвело до ще більшого кровопролиття. У 1922 році шеститижневе розслідування ухвалило, що Верхню Сілезію слід розділити. На це пристали обидві країни та більшість верхніх сілезців. Приблизно 736 000 поляків і 260 000 німців тим самим опинилися тепер у польській (Верхній) Сілезії, а 532 000 поляків і 637 000 німців залишилися в німецькій (Верхній) Сілезії.

## Перше Сілезьке повстання (1919)
15 серпня 1919 року німецькі прикордонники (нім. Grenzschutz) замордували десять сілезьких мирних жителів під час трудового спору на шахті Мисловиці (нім. Myslowitzer Grube). Кривава розправа викликала протести сілезьких шахтарів-поляків, у тому числі загальний страйк за участю близько 140 000 робітників, і спричинила перше Сілезьке повстання проти німецького управління Верхньою Сілезією. Вуглекопи вимагали місцевого самоврядування та щоб поліція стала етнічно змішаною, включаючи і німців, і поляків.
Близько 21 000 німецьких вояків Тимчасової національної армії
(нім. Vorläufige Reichsheer) Німецької Держави при резерві приблизно 40 000 військовиків швидко придушили повстання. Реакція армії була жорстокою: близько 2 500 поляків були або повішені, або розстріляні за свою участь у заворушенні. Десь 9 000 етнічних поляків попрохали притулку у Польській республіці, узявши з собою членів своїх сімей. Закінчилося тим, що для відновлення порядку було введено війська союзників, і пізніше в тому році біженцям було дозволено повернутися.

## Друге Сілезьке повстання (1920)
У лютому 1920 року у Верхню Сілезію було відряджено Союзницьку плебісцитарну комісію. Вона складалася з представників союзницьких військ, здебільшого з Французької республіки, менше з Великої Британії та Королівства Італія. Однак незабаром стало ясно, що союзницькі війська були надто нечисленними, щоб підтримувати порядок. Крім того, комісію розривала відсутність консенсусу: англійці та італійці схилялися на бік німців, тоді як французи підтримували поляків. Цим силам не вдалося запобігти продовженню заворушення.
У серпні 1920 року одна німецька газета у Верхній Сілезії надрукувала повідомлення, яке пізніше виявилося хибним, про падіння Варшави перед Червоною Армією у польсько-радянській війні. Пронімецькі активісти стихійно організували марш, щоб відсвяткувати те, що, як вони припускали, було кінцем незалежної Польщі. Ця нестабільна обстановка швидко вилилася в насильство, оскільки пронімецькі демонстранти почали розграбовувати польські крамниці. Насильство продовжилося навіть після того, як стало ясно, що Варшава не впала.
Насильство в кінцевому підсумку призвело до польського повстання 19 серпня, учасники якого швидко взяли під свій контроль урядові установи в районах Kattowitz (Катовиці), Pless (Пщина), Beuthen (Битом). З 20 по 25 серпня повстання поширилося на Königshütte (Хожув), Tarnowitz (Тарновські Гури), Рибник, Lublinitz (Люблінець) і Gross Strehlitz (Стшельці-Опольські). Союзницька комісія оголосила про свій намір відновити порядок, але внутрішні розбіжності не давали змоги що-небудь зробити в цьому плані. Британські представники відповідальність за легке поширення повстання по східній частині краю покладали на французів.
У вересні повстання повільно згорталося поєднанням союзницьких військових операцій та переговорів між сторонами. Поляки отримали розпуск поліції безпеки (нім. Sicherheitspolizei) і створення нової поліції (нім. Abstimmungspolizei) на місцях, яка була б на 50% польською. Поляки були також допущені до місцевої адміністрації. Припускалося, що Польську військову організацію у Верхній Сілезії буде розпущено, хоча на ділі цього не сталося.

## Третє Сілезьке повстання (1921)

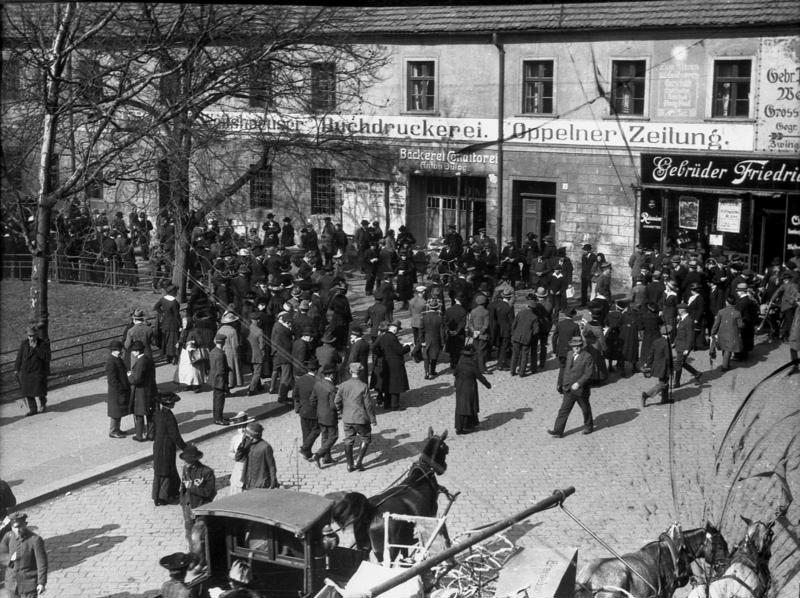
Натовп в Опельні в очікуванні результатів голосування

Третє Сілезьке повстання було найбільшим і найдовшим із трьох повстань та включало в себе Битву при Аннабергу. Воно почалося у період після плебісциту, який дав змішані результати. Британська та французька влада не змогли досягти консенсусу з інтерпретації плебісциту. Першорядною проблемою було положення «промислового трикутника» на схід від Одеру, кінці якого позначали містами Битом (Beuthen), Гливиці (Gleiwitz) і Катовиці (Kattowitz), а в усіх цих трьох містах проживали здебільшого етнічні німці. Французи хотіли послабити Німеччину і, таким чином, підтримували польські претензії на цю територію; англійці та італійці не згоджувалися, почасти тому, що уряд Німеччини заявив, що втрата сілезької промисловості позбавить Німеччину можливості виплатити воєнні репарації, що від неї вимагалися.
Наприкінці квітня 1921 року поповзли чутки, що британська позиція переважить. Це спонукало місцевих польських активістів організувати ще одне повстання, яке мало розпочатися у першій половині травня. Навчившись із попередніх невдач, третє повстання ретельно планували і організовували під керівництвом Войцеха Корфантого.
Воно почалося 2—3 травня 1921 року з підриву німецьких залізничних мостів з метою уповільнити рух німецьких підкріплень. Особливу увагу було зосереджено на запобіганні повторення актів насильства щодо польських цивільних осіб з боку членів «фрайкору» — демобілізованих Німецькою імперією армійських підрозділів, які відмовилися розпуститися. Ці воєнізовані підрозділи існували по всій Німеччині і, як правило, діяли незалежно як від тимчасової офіційної армії, так і від керівництва молодої Німецької Держави.
Міжсоюзницька комісія, в якій найвпливовішою людиною був генерал Анрі Ле Ронд, досить довго чекала, перш ніж ужити будь-яких заходів, щоб покласти насильству край. Французькі війська загалом підтримали повстання. Британський та італійський контингенти у деяких випадках активно співробітничали з німцями. Промова прем'єр-міністра Великої Британії Ллойда Джорджа у британському парламенті, де виразно не схвалювалося повстання, пробудила надії у деяких німців. Але здавалося, що «Антанта» не має військ, готових до відправлення. Єдина дія, яку вчинили «Міжсоюзницька військова контрольна комісія» і французький уряд, це вимога негайної заборони на вербування німецьких добровольців з-поза меж Верхньої Сілезії, яку й було негайно оприлюднено.
Після початкового успіху повстанців, оволодіння великою частиною території Верхньої Сілезії, «прикордонна охорона» Німеччини кілька разів відбила атаки польських військ Войцеха Корфантого, у деяких випадках у взаємодії з британськими та італійськими військами. Спробу з боку британських військ вжити заходів проти польських збройних формувань відвернув генерал Жюль Гратьє, французький головнокомандувач союзницьких військ. У кінцевому підсумку, повстанці втримали більшість території, яку вони завоювали, в тому числі місцевий промисловий район. Вони довели, що можуть мобілізувати численну підтримку місцевого населення, тоді як німецькі війська, розташовані за межами Сілезії, були відсторонені від активної участі в конфлікті.
Через дванадцять днів після початку повстання Корфантий запропонував відвести свої війська за лінію демаркації («лінію Корфантого»), за умови, що визволену територію не окупують повторно німецькі збройні сили, а займуть війська союзників. Однак лише 1 липня британські війська прибули у Верхню Сілезію і почали просуватися спільно з військами інших союзників до колишнього кордону. Одночасно з цим просуванням Міжсоюзницька комісія оголосила загальну амністію за незаконні дії, вчинені під час повстання, за винятком актів помсти і жорстокості. Німецьку «прикордонну охорону» було виведено і розформовано.

## Наслідки

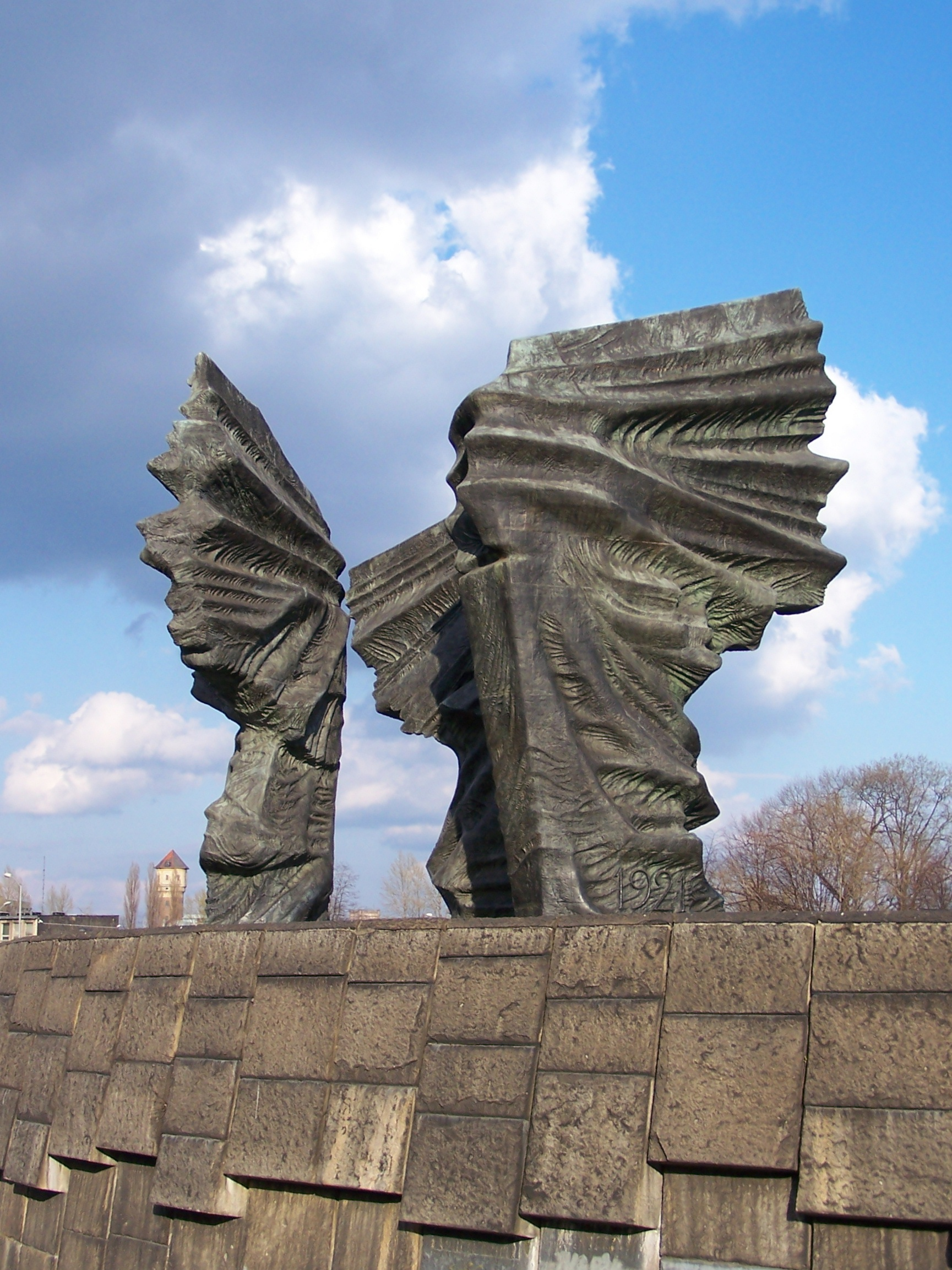
Пам'ятник сілезьким повстанцям у Катовицях. Найбільший і найважчий пам'ятник у Польщі, споруджений у 1967 році.

Угоди між німцями і поляками у Верхній Сілезії та заклики з обох сторін, а також відправлення шістьох батальйонів союзницьких військ і розпуск місцевих загонів охорони помітно посприяли умиротворенню в цьому краї.
Однак Союзницька Верховна Рада була все ще нездатною дійти угоди про поділ території Верхньої Сілезії по лініях плебісциту. Британці і французи змогли домовитися тільки з одного рішення: передати це питання до Ради Ліги Націй.
Найбільше збурення викликала по всій Німеччині і в німецькій частині Верхньої Сілезії згадка про те, що Рада Ліги Націй передала це питання для докладнішого розслідування комісії, що складалася з чотирьох представників — по одному від Бельгії, Бразилії, Королівства Іспанія, Республіки Китай. Комісія зібрала власні дані і винесла рішення, наголошуючи на принципі самовизначення. На підставі доповідей цієї комісії та її експертів у жовтні 1921 року Рада присудила більшу частину Верхньосілезького промислового району передати Польській республіці.
Польський уряд вирішив надати Сілезії значну автономію із Сілезьким парламентом як представницьким органом і Радою Сілезького воєводства як виконавчим органом.
Польща одержала майже рівно половину з 1 950 000 жителів, а саме 965 000 осіб, але не повну третину території, тобто лише 3 214 із 10 951 кв. км. (1 241 із 4 228 кв. миль). Однак це включало, безумовно, найціннішу частину району. Із 61 шахти 49½ відійшли до Польщі, цим самим німецька держава втратила кожні 3 з 4 сілезьких вуглекопалень. При вуглевидобутку у 31 750 000 тонн, 24 600 000 тонн припадало на Польщу. Всі залізні рудники, обсяг видобутку яких становив 61 000 тонн, відійшли до Польщі. Із 37 промислових печей 22 перейшли до Польщі, 15 — до Німеччини. При виході чавуну 570 000 тонн 170 000 тонн залишилися німецькими, а 400 000 тонн стали польськими. Із 16 цинкових і свинцевих копалень, які видобували 233 000 тонн у 1920 році, тільки 4 з виходом у 44 000 тонн залишилися німецькими. Головні міста Хожув (Königshütte), Катовиці (Kattowitz) і Тарновські Гури (Tarnowitz) передали Польщі.
На сілезькій території, яку відвоювала Польська республіка, істотною меншиною були німці так само, як і суттєва меншина поляків (близько половини мільйона) все ще залишалася по німецькому боці, більшість із них у місті Ополе (Oppeln).
Для того, щоб пом'якшити знегоди, що могли виникнути від поділу району, який по суті становив одну господарську одиницю, за рекомендацією Ради Ліги Націй було вирішено, що німецькі та польські делегати під керівництвом голови, якого призначить Рада Ліги, повинні будуть скласти економічні положення та статут для захисту меншин, які мали би діяти п'ятнадцять років. У тому випадку, якщо якась із двох держав відмовиться від участі в складанні таких положень або від ухвалення їх у подальшому, спеціальні заходи були під загрозою.
У травні 1922 року Ліга Націй видала Верхньосілезьку конвенцію (також відому як Женевська конвенція), призначену для збереження економічної єдності цього району. Ліга також створила суд для розгляду спорів. Крім того, у відповідь на німецьку скаргу про важливість сілезького вугілля для німецької промисловості Німецька Держава отримала право на імпорт 500 000 тонн на рік за зниженими цінами. Три роки потому, в 1925 році, коли закінчився договір щодо вугілля, Німецька Держава відмовилася імпортувати вугілля, намагаючись використовувати вугільне питання як важіль впливу на Польщу, тим самим силкуючись нав'язати перегляд усього польсько-німецького кордону. Польсько-німецькі відносини погіршилися, а Німеччина також почала митну війну з Польщею, але польський уряд не поступився у питанні кордону.
Останній ветеран сілезьких повстань Вільгельм Майзель помер у 2009 році у 105-річному віці.

## Додаткова література
- Lt.-Colonel Graham Seton Hutchison, Silesia Revisited, DSO, MC, FRGS, London, 1929.
- Friedrich Glombowski, Frontiers of Terror, London, 1935.
- Henryk Zieliński, Rola powstania wielkopolskiego oraz powstań śląskich w walce o zjednoczenie ziem zachodnich z Polską (1918–1921), w: Droga przez Półwiecze.
- Rohan Butler, MA, J.P.T. Bury, MA, & M.E. Lambert (ed.), MA, Documents on British Foreign Policy 1919–1939, 1st Series, volume XI, Upper Silesia, Poland, and the Baltic States, January 1920-March 1921, Her Majesty's Stationery Office (HMSO), London, 1961 (amended edition 1974), ISBN 0-11-591511-7*
- W.N. Medlicott, MA, D.Lit., Douglas Dakin, MA, PhD, & M.E. Lambert, MA (ed.), Documents on British Foreign Policy 1919–1939, 1st Series, volume XVI, Upper Silesia, March 1921 — November 1922 HMSO, London, 1968.
- David G.Williamson, The British in Germany 1918–1930, Berg Publishers, London and New York, 1991, ISBN 0-85496-584-X
- Dziewanowski, M. K., Poland in the 20th century, New York: Columbia University Press, 1977.
- Ernst von Salomon, Die Geächteten (translated as The Outlaws) (1930)
- Macmillan, Margaret, Paris 1919, Random House, New York, 2001, ISBN 0-375-50826-0.
- Clark, Christopher, Iron Kingdom: The Rise and Downfall of Prussia, 1600–1947, Penguin Group (Canada), 2006
- Hughes, Rupert, «Germany's Silesian Plot: Colonizing Scheme to Overcome Polish Majority in a Region Which Contains Vast Resources for Future War-Making», The New York Times, October 12, 1919